# Desmanthus
Desmanthus is een geslacht van sponsdieren uit de klasse van de Demospongiae (gewone sponzen).

## Soorten
- Desmanthus incrustans (Topsent, 1889)
- Desmanthus levii van Soest & Hajdu, 2000
- Desmanthus meandroides van Soest & Hajdu, 2000
- Desmanthus rhabdophorus (Hentschel, 1912)
- Desmanthus topsenti Hentschel, 1912

### Synoniemen
- Desmanthus macphersoni Uriz, 1988 => Paradesmanthus macphersoni (Uriz, 1988)